# Port lotniczy Las Brujas
Port lotniczy Las Brujas (IATA: CZU, ICAO: SKCZ) – port lotniczy położony w Corozal, w departamencie Sucre, w Kolumbii.